# Ana de Moscú
Ana de Moscú (Principado de Moscú, 1393 - Constantinopla, 1417) fue emperatriz bizantina consorte por su matrimonio con el emperador Juan VIII Paleólogo. Murió cuando su marido todavía era coemperador junto a su padre Manuel II de Bizancio.
Era hija del Gran Príncipe Basilio I de Moscú y de Sofía de Lituania, así como nieta por vía materna de Vitautas el Grande y Ana de Lituania. Se casó con Juan VIII Paleólogo en el año 1414, primogénito del emperador bizantino Manuel II Paleólogo y de su mujer Helena Dragaš. Juan fue nombrado déspota en 1416 y parece que asumió el cargo de coemperador poco después.
Anna tuvo la consideración de segunda emperatriz, después de su suegra, ante la corte. Las crónicas del historiador bizantino Ducas indican que Ana de Moscú murió por la peste bubónica en agosto del año 1417, con apenas 23-24 años de edad y sin dejar heredero. En enero de 1421, Juan VIII se casaba con Sofía de Montferrato.